# Cal Ventosa
Cal Ventosa és una casa al municipi de Banyeres del Penedès (Baix Penedès) inclosa en l'Inventari del Patrimoni Arquitectònic de Catalunya. Fou feta a principi del segle xx, per la qual cosa s'enderrocà l'antiga masia. Data dels voltants de l'any 1920 quan l'àvia es casà. La casa té els seus orígens en una antiga masia que posseïa moltes propietats. L'edifici i la hisenda formen part de l'herència familiar. La casa és habitada esporàdicament i normalment és guardada per dos masovers. Els propietaris actuals (1983) viuen a Barcelona.

## Arquitectura
La casa està composta per tres plantes. Els baixos presenten una porta de fusta amb arc rebaixat i una finestra per banda de forma quadrada, dividida en tres parts per unes columnetes. El pis noble presenta una gran balconada, sostinguda per unes boniques cartel·les. Les tres portes balconeres són d'arc rebaixat i presenten una franja de decoració a base de flors i fulles que uneix les línies d'impostes i recorre tota la façana. El segon pis presenta unes obertures quadrades dividides en tres parts per uns prims murs. A sobre hi ha una cornisa que sobresurt, davant la qual es veu un fris amb decoració floral. A sobre la cornisa hi ha un terrat amb barana de pedra.
A la banda dreta de l'edifici hi ha una torre de considerable alçada que consta de quatre plantes. Destaca l'última planta, la qual presenta una sèrie de columnes que sostenen una cornisa rematada per un terrat amb barana. La façana és arrebossada i decorada amb carreus.